# 反對逃犯條例修訂草案運動中示威者對港鐵的破壞

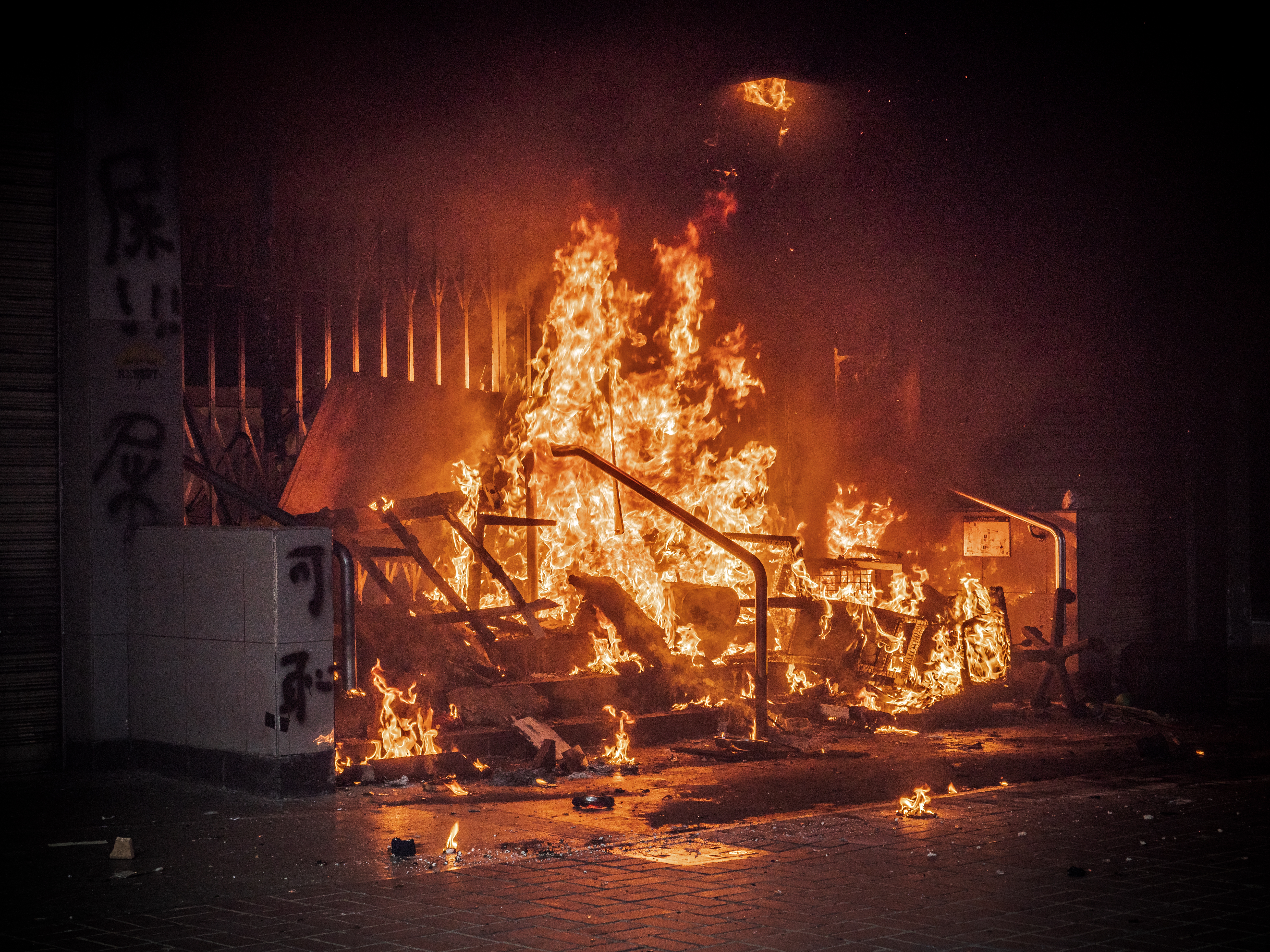
燃烧中的港铁车站出入口，2019年10月

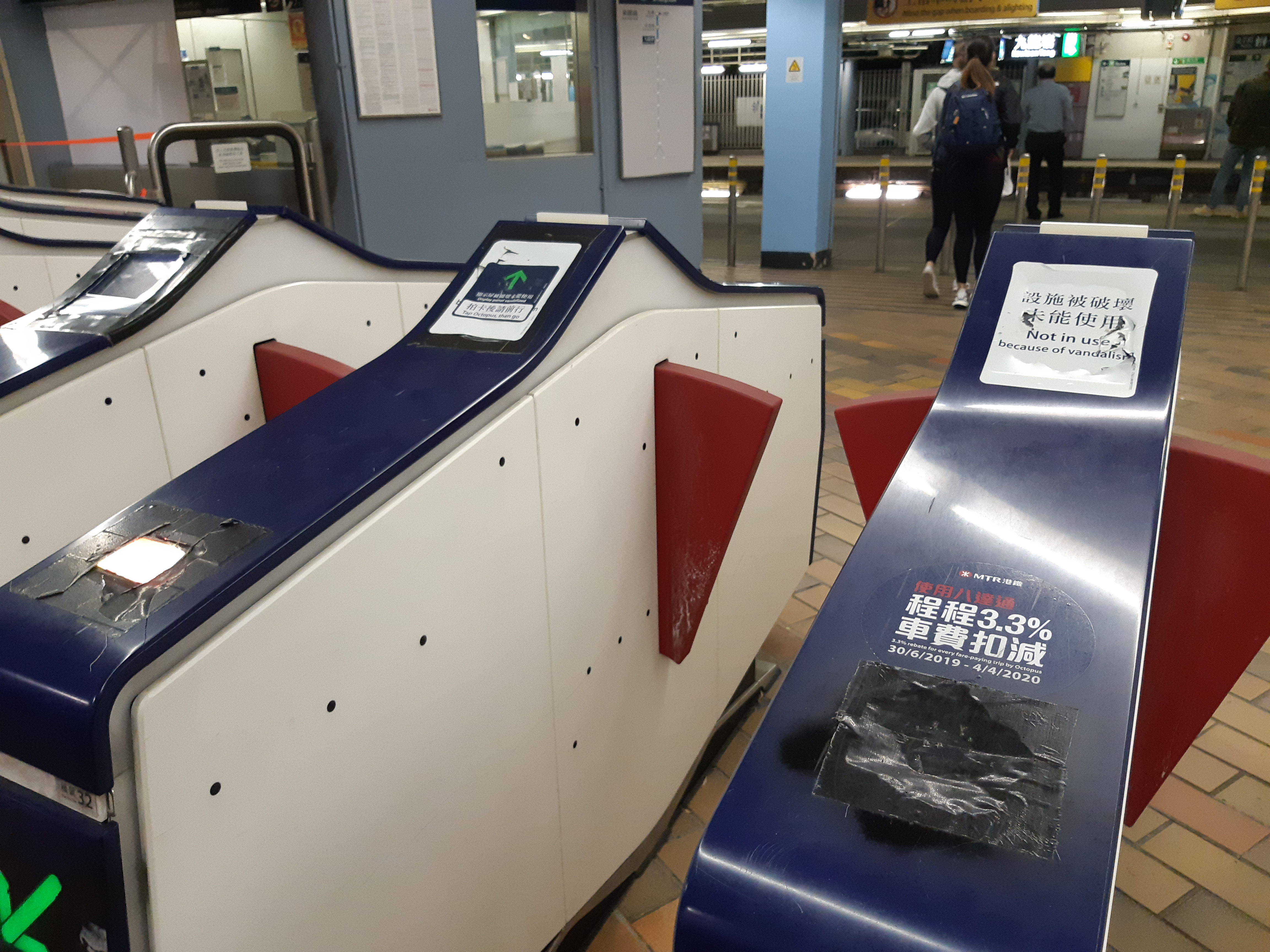
因損壞而暫停使用的閘機，2019年10月

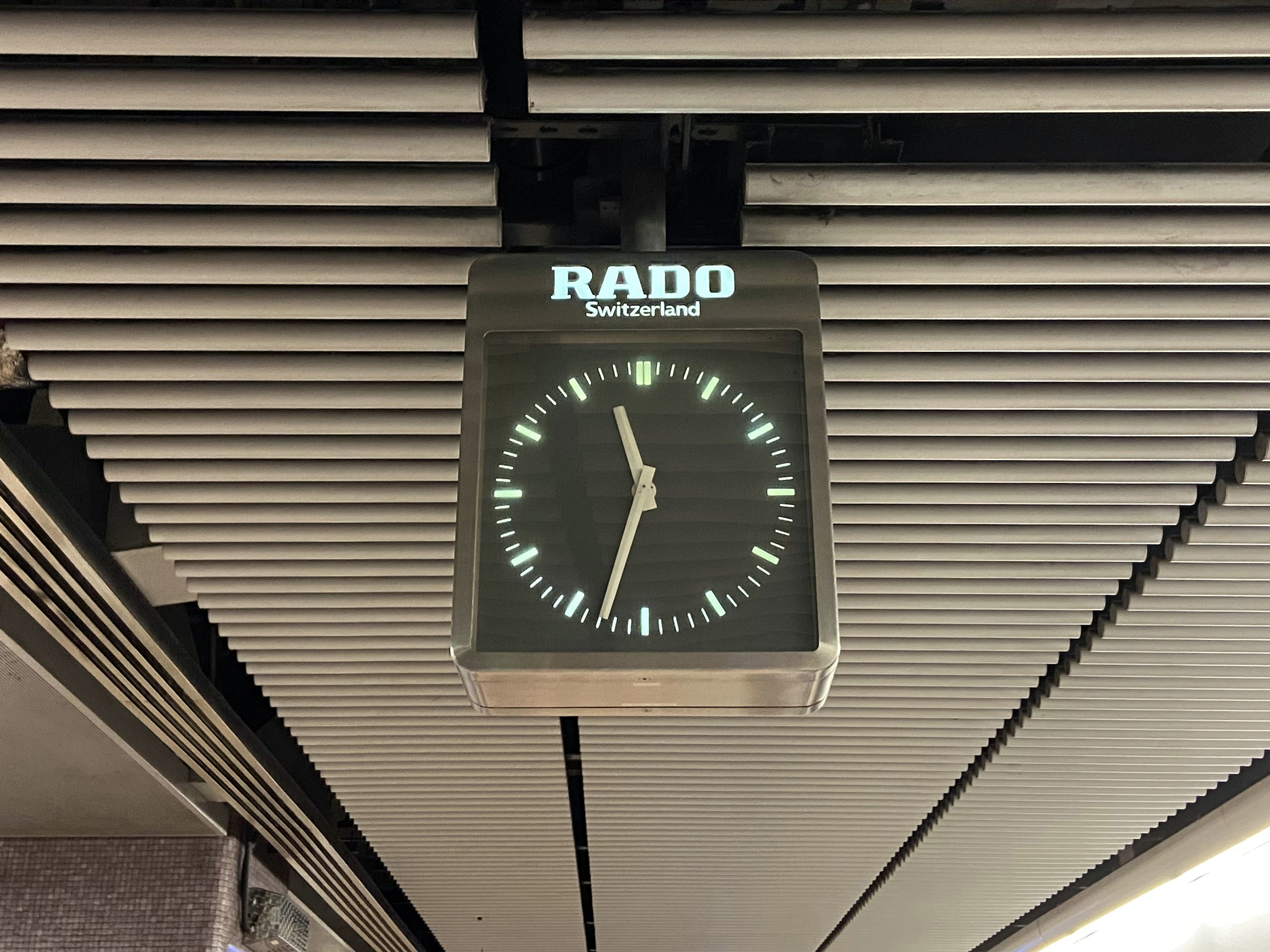
全世界只有香港地鐵獨有的黑色方形雷達（RADO）大鐘，於反修例运动中遭到破壞

在反修例运动中，港铁被示威者多次破壞，亦有媒体質疑警察喬裝为蒙面示威者並進行破壞，但警方否認有從事違法行為。在此期间截至10月8日，有125个车站被毁损，500多台售票机及增值机被破坏。此外，闸机、闭路电视、升降机也多次成为示威者的目标，亦有铁轨遭到破坏，列车被焚毁，港铁工作人员多次遭到袭击。

## 背景
2019年7月反修例示威期间，发生元朗袭击事件，有媒体认为港铁无法置身事外。此后，有市民发起港铁不合作运动，要求港铁做出回应。香港01采访的一位跳闸市民认为，港铁已从先前安全的象征，变成了反抗的对象。
8月21日元朗示威遭警方驅散後，港鐵於元朗站安排特別列車疏導示威人流，然而此舉引來了《人民日報》以專列護送「黑衣人」，港鐵掂量過輕重嗎？為題點名批評港鐵，港鐵此后更改安排，表示因應情況將會隨時停止列車服務及關閉車站，包括「燃點香港·全民覺醒」大遊行等獲發不反對通知書的遊行亦不例外。这些决定引起示威者強烈反感，並冠之以「黨鐵」的貶稱。
8月31日太子站襲擊事件後，因港鐵不公開站內閉路電視片段，及後在群眾施加壓力下港鐵亦只有公開閉路電視片段截圖，令港鐵繼續成為示威者的針對目標。

## 时间线

### 全民跳闸
9月，部分不满港铁处理示威手法的港民发起「全民跳闸」运动，呼吁跳闸不付钱，从而「让港铁赚不到钱」，《文汇报》批评跳闸是「搭霸王车」，认为此类违法行为破坏了法治的基础，但亦有香港市民称赞一位蜘蛛侠造型的跳闸者「有型」。

### 損壞閘機
除全民跳閘外，同時亦有部分不滿港鐵的網民號召以損壞閘機的方法令港鐵維修成本增加，包括在日常乘坐港鐵時以單程票入閘，並在單程票上加上膠水、茄汁、萬字夾等，使出閘閘機回收單程票時對閘機內部機件造成損壞。利用膠水等方式損壞閘機令部份閘機無法以單程票出入，亦有乘客使用港鐵都會票出入閘機時手指被黏上膠水。

### 中环站遭破壞
9月8日晚，激进示威者在「香港人權與民主祈禱會」结束后，将中环站多个站口破坏，玻璃与电梯毁损，并焚烧了中环站E出站口。两分钟后消防员赶到并将火扑灭。此后港铁发表声明，表示强烈愤慨。次日，被损坏的数个站点部分恢复服务。上午11时，林郑月娥访问了受损中环站，称「深感心痛」。

### 十一国庆期间
在十月一日，香港冲突再次加剧。有20多个车站被纵火，部分铁路设施遭破坏。港铁在进行评估后关闭了11个车站。但示威者仍旧闯入被封闭的荃湾站，向铁轨投掷燃烧弹，并毁坏列车、闸机、监视器、售票机等站内设施。

### 禁蒙面法
10月4日，林郑月娥宣布于次日启用《禁蒙面法》。
当日，示威者对港铁再次破坏。有列车被燃烧弹投中车顶而着火。至次日，港铁线路悉数瘫痪。在部分恢复機場快綫后，6日，港铁重开39个车站，但部分车站再次受到冲击，7日，再有21个车站遭到破坏与纵火。

### 路轨被堵
在示威中，有示威者于10月13日向沙田站的路轨上丢掷杂物，亦有轨道的信号器被破坏。香港工程师学会前会长梁广灏指出，铁轨上的杂物虽易于清理，但只要有一件硬物未能清理干净，便会危及乘客安全。

### 三罢运动
11月13日晚间，将军澳站在闭站后被示威者闯入破坏；次日早上，示威者两度向紅磡站投掷燃烧物，一辆准备开出的列车被阻站内。16日，示威者再袭多个车站，大学站内的一辆列车被焚毁且无法修复。根据港铁说法，此为一周内第二辆被破坏的列车。

### 人员被袭
根据港铁的声明，9月8日中环站出口被焚时，有港铁员工于该站J出入口被示威者掷以硬物而被擦伤。
9月26日晚间，一位港铁员工在维修受损闸机时，有示威者将液体泼入闸机，在试图阻止时身上亦被泼洒液体。
10月13日下午，一位防暴警察在港铁观塘站apm出口通道，被一位19岁示威者自人群中伸出利器划伤颈部，伤人者被警方当场逮捕。警方表示其最高刑罚可能至终身监禁。

## 争议

### 港鐵處理手法
親中媒体认为港铁纵容已经违反法例的示威者，在他们破坏后协助其逃窜，另警方扑空。不過自從9月起港鐵多次在示威之期間关站後，被示威者称为当局打压示威的工具，关站的安排被批評為协助警方抓捕，更被戏称为「党铁」。
在10月8日上班繁忙時間，部份港鐵站外出現大批候車人龍。其中有將軍澳的乘客花近3小時才能抵達中環。市民指港鐵在早上公佈車站安排太遲，批評港鐵是配合政府製造恐慌，質疑關站有其他原因。
港鐵雖然表示公共設施被破壞，但有網民發現，有提供正常服務的車站內八達通增值機雖然貼上「設施被破壞」的告示，但事實上一切運作正常。

### 无障碍设施遭破壞
有港媒指出，尽管示威者声称考虑到残障人士不会破坏升降机，但仍有升降机受到破坏，亦有指失明人士被迫步行返家。香港失明人協進會會長莊陳有在社交媒體稱「我們不知道是誰做的，是臥底也好，是鬼也好，是示威者也好，深切希望公眾珍惜這些公共設施。」他呼籲各界冷靜，顾及别人，都不要再破壞無障礙設施。

### 警方疑假扮示威者
10月8日，港铁提早於晚上8時關閉各個車站，當晚11時許，有市民發現在已經關閉的上水站內有最少六個裝扮類似激進示威者的蒙面人在站內徘徊，於是上前查問，其中一個戴鴨舌帽的蒙面男子隨即掏出警方慣常使用的電筒，隔著鐵閘以強力閃光照射在站外拍攝的市民，期間在站外的市民多次查問是不是警察，但蒙面人一直沒有回應，也沒有展示任何證件，雙方後來對罵，其後蒙面人又拿出胡椒噴霧作出要喷闸外的样子，站外的市民於是離開，後來有防暴警察趕到但沒有帶走任何人。
片段曝光後，有市民質疑破壞港鐵設施的蒙面示威者是警察假扮，警方於翌日表示上水站內出現的蒙面人都是執行任務的便衣警員，并強調沒有做違法行為。立法會議員林卓廷認為涉事的便衣警員並非進行一般的調查工作，而是滲入示威活動中，但其做法令外界難以分辨破壞設施的人士是警方派出的卧底還是示威者，民權觀察發言人王浩賢认为此片段会引起社會關注警方有无喬裝示威者進行破壞並嫁禍給示威者。有網民指出港鐵寶琳站旁便是將軍澳警署，要拘捕破壞者是易如反掌，但警方連日都沒有捕獲真正的破壞者，在10月4日有多個港鐵車站遭破壞時，有破壞者展露出警察軍訓的體格，甚至有喬裝成黑衣示威者的警察，卻在地鐵站被破壞後安然入內，質疑警方為了在國際輿論上抹黑示威者而喬裝及破壞。另有警察被指喬裝成示威者在灣仔站縱火。